# Hugues de Payns
Hugues de Payns (1070 körül – 1136. május 24.), Champagne-i Grófságból származó frank lovag, egyike a templomos lovagrendet megalapító 9 lovagnak, a rend első nagymestere. Clairvaux-i Szent Bernát segítségével ő alkotta meg a templomosok reguláját.

## Élete
Életének történetéről semmilyen kortárs feljegyzés nem maradt fenn, amit tudunk róla azt halála után évtizedekkel, vagy akár évszázadokkal vetették papírra.

nagymesteri címer

Az elképzelések szerint Hugues de Payns a Payns kastélyban látta meg a napvilágot, mely úgy 10 kilométerre fekszik a Champagne grófságbeli Troyes városától. Születésének idejét egy 1085–90 között kelt adománylevél alapján teszik 1070 környékére, mivel az említett adománylevél az adományozás tanújaként említi Hugo de Pedano, Montiniaci dominus, így annak legalább 16 évesnek kellett lennie, tehát nem születhetett 1070-nél régebben. 1113-ig számos okiratban feltűnik de Payns neve, egészen biztosan tagja volt I. Hugó champagne-i gróf udvartartásának, egyes feltevések szerint közeli rokonságban állt a gróffal. Ez idő tájt a feljegyzések szerint megnősült, feleségül vette Élisabeth de Chappes-t, házasságukból legalább egy fiú született, a későbbi La Colombe-i apát, Thibaud. 
Egyes források szerint a gróf részt vett az első keresztes hadjáratban, más források ezt cáfolják, annyi bizonyos, hogy amennyiben valóban elindult a Szentföldre, Hugues de Payns valószínűleg vele tartott, s ez esetben Bouillon Gottfried seregében harcolt. A gróf 1104-1107 és 1114-1116 között elzarándokolt a Szentföldre, ezeken az utakon de Payns valószínűleg vele tartott, majd a második útja során nem is tért vissza a gróffal Champagne-be, helyette a Szentföldön maradt. Ezt több oklevél bizonyítja, neve 1120-ban, majd ismételten 1123-ban és 1125-ben tűnik fel jeruzsálemi okiratokban.
Később a krónikások azt írják de Payns-ről, hogy másik 8 lovaggal, kiket egymáshoz vérségi vagy házassági kötelékek kapcsoltak, felkereste I. Balduin jeruzsálemi királyt azzal a szándékkal, hogy megalapítson egy lovagrendet, mely célul a Szentföldre zarándoklók védelmét tűzte ki. Ez a kilenc lovag alapította meg a templomos lovagrendet, név szerint a következők: Godfrey de Saint-Omer, Payen de Montdidier, Archambaud de St. Agnan, André de Montbard, Geoffrey Bison, Hugues de Payns és további két lovag, Rossal és Gondamer; a kilencedik lovag kilétét homály fedi, egyes feltevések szerint maga a gróf, Hugh lenne az, mivel egyes források szerint 1125-ben, harmadik zarándokútja során csatlakozott a rendhez. Annyi bizonyos, hogy Balduin áldását adta a lovagrend megalapítására, mi több az egykori Salamon-templom egy szárnyát adományozta nekik. Lakhelyük után nevezték őket a Templom lovagjainak, vagy egyszerűbben templomos lovagoknak: Fratres Militiae Templi.
1136-ban hunyt el a Szentföldön, nagymesteri tisztjében Robert de Craon (1136/1137 – †1149) követte.